# 沓龍超
沓龙超（？—535年），北魏晋寿（今四川省剑阁县东北）人。
沓龙超性尚义侠，少为乡里所重。魏孝武帝永熙年间，南梁将领樊文炽来攻打益州，刺史傅和孤城固守。沓龙超助傅和拒梁军，每出战，辄破敌军。粮矢方尽，刺史派沓龙超乘夜出城于汉中求援，被樊文炽所俘。许以封爵，逼至城下劝降：“外无援军，宜早降”，他反而告城中坚守：“援军数万，近在大寒”，樊文炽大怒，将其烧死。至死，辞气不屈。西魏文帝大统二年（536年），诏赠龙骧将军、巴州刺史。